# Shavkat Mirziyoyev
Shavkat Miromonovich Mirziyoyev (rus Шавкат Мираманович Мирзиёев), nascut el 24 de juliol de 1957, és un polític uzbek del Partit Demòcrata Liberal de l'Uzbekistan. Va ser Primer Ministre de l'Uzbekistan des de l'any 2003 fins a l'any 2016, durant el mandat del primer President de l'Uzbekistan, Islam Karimov. Després de la mort de Karimov el 2 de setembre de 2016, va ser escollit per l'Assemblea Suprema del país com a President interí de l'Uzbekistan uns dies després. El 4 de desembre de 2016 es van celebrar unes eleccions presidencials a l'Uzbekistan, criticades per les seves irregularitats per part de diverses organitzacions, que Shavkat Mirziyoyev va guanyar amb un 88.6% dels vots. Així, va esdevenir el segon president de l'Uzbekistan des de la independència del país l'any 1991.
L'octubre de 2021, Shavkat Mirziyoyev va ser reelegit president d'Uzbekistan, amb un 80,1% dels vots. La OSCE va qüestionar les eleccions per falta de pluralitat i competència política, si bé també va reconèixer millores respecte comicis anteriors.

## Biografia
Va néixer el 24 de juliol de 1957 en el si d'una família de metges en el Districte Zaamin de la regió de Dzillaks. L'any 1981 es va graduar en enginyeria mecànica a l'institut d'Irrigació i Millorament de Taixkent, on hi va obtenir una posició d'investigador associat aquell mateix any. Posteriorment va promocionar acadèmicament diverses vegades fins a esdevenir vicecanceller en aquesta mateixa institució.

### Carrera política
Va ser escollit legislador del Soviet Suprem (parlament) de la República Socialista Soviètica de l'Uzbekistan l'any 1990, i el 1992 va ser escollit cap del districte Mirzo-Ulugbek de Taixkent. Més endavant fou nomenat governador de la regió de Dzillaks el 1996 en substitució de Alisher Tashkentboyef, que fou destituït per incomplir els objectius de producció de cotó i gra, i mantingué aquesta posició fins a l'any 2001. Aquell any esdevingué governador de la regió de Samarcanda, càrrec que mantingué fins al 2003. Shavkat Mirziyoyev va contribuir substancialment al desenvolupament socioeconòmic d'ambdues regions, tot i que, segons el comentarista polític Usmon Khaknazarov, Mirziyoyev tenia per costum fer ús de la violència quan estava al capdavant d'ambdues regions. Paral·lelament, entre 1995 i 2003, també exercí de legislador al Oliy Majlis (el parlament de l'Uzbekistan). L'any 2003 el parlament, a suggeriment del president Islam Karimov, va aprovar la seva candidatura com a primer ministre de l'Uzbekistan. L'octubre de 2021, Shavkat Mirziyoyev va ser reelegit president d'Uzbekistan.